# Automobiles Ravel

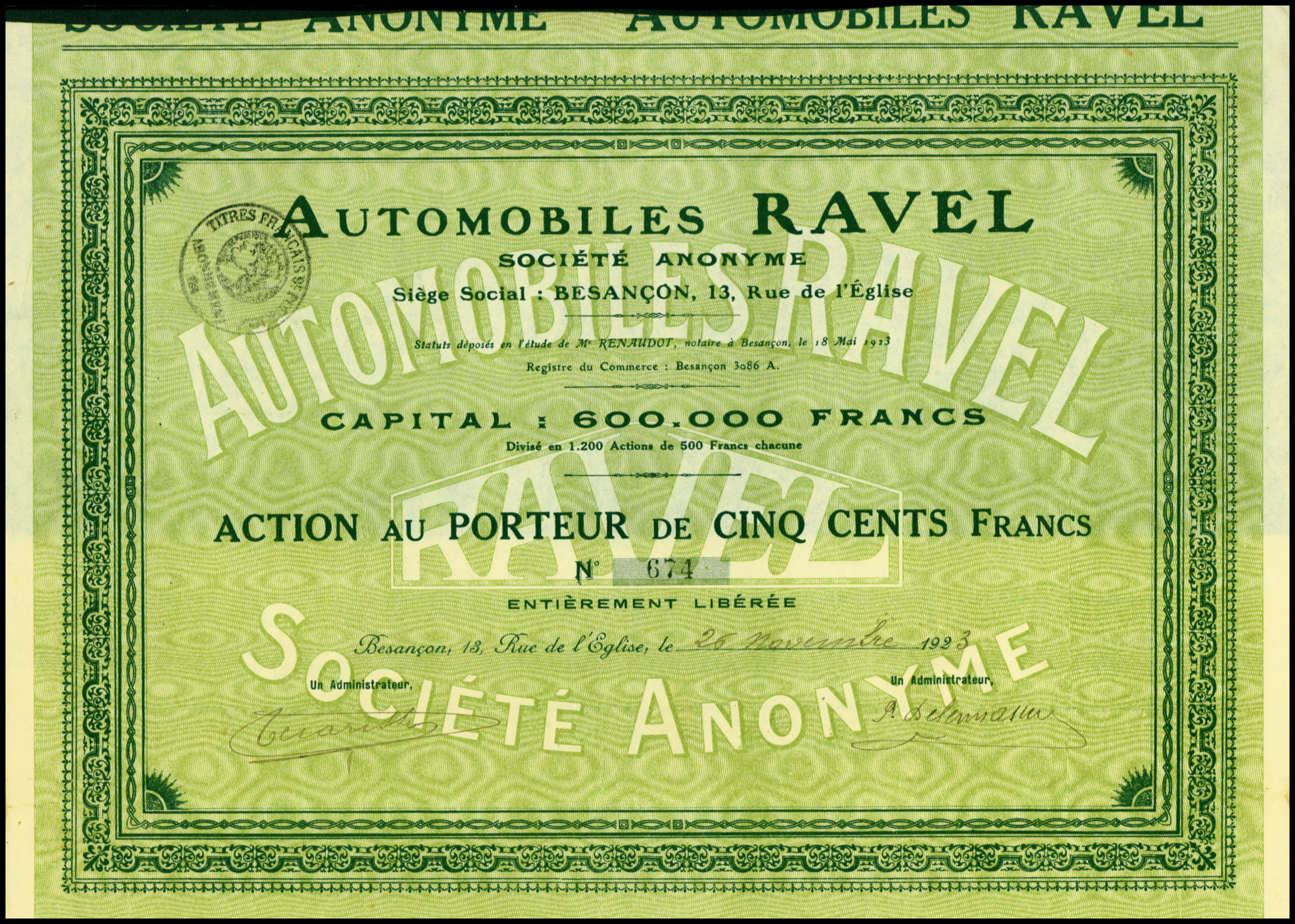
Aktie über 500 Francs der Automobiles Ravel S.A. vom 26. November 1923

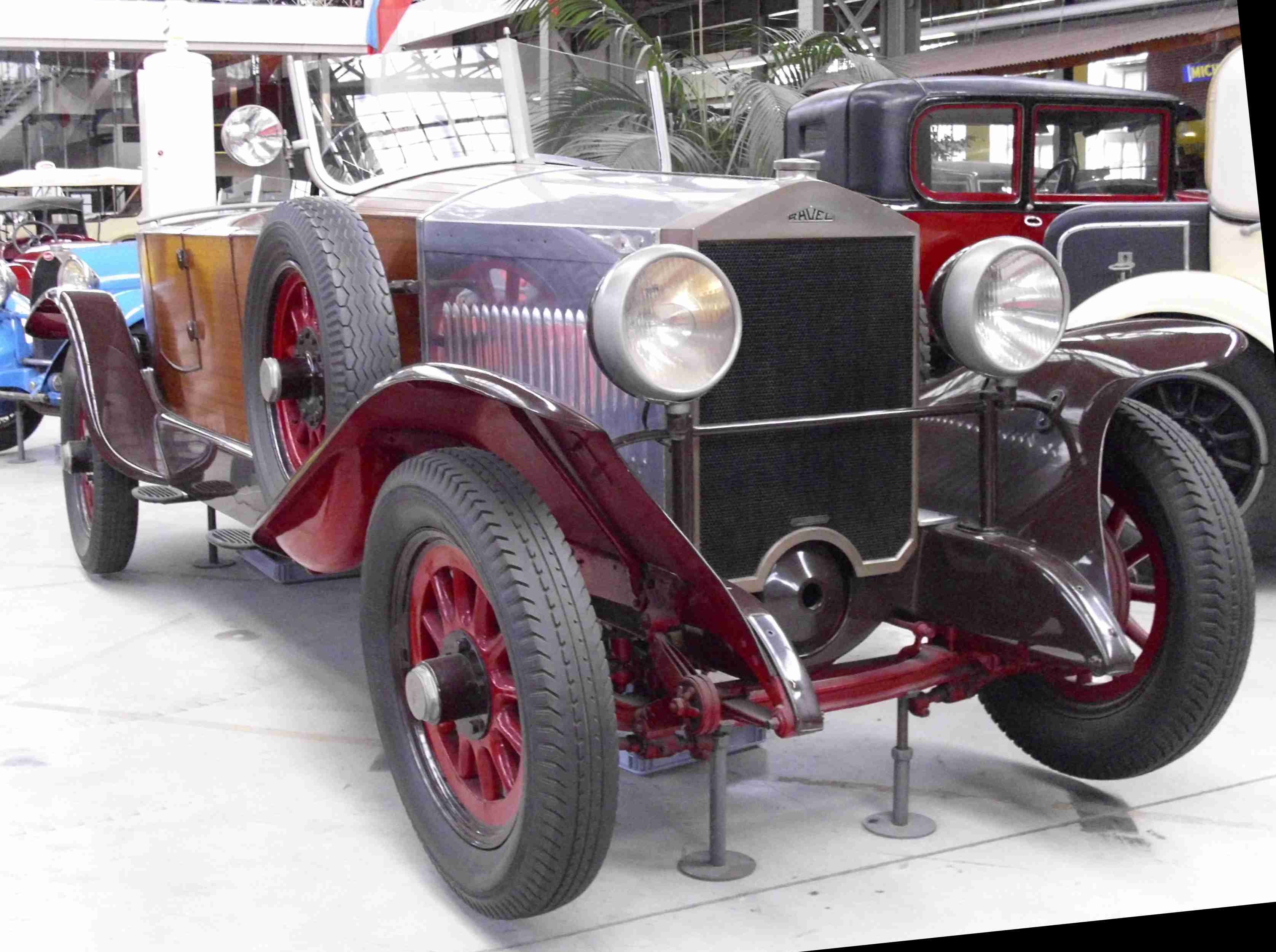
Ravel von 1925

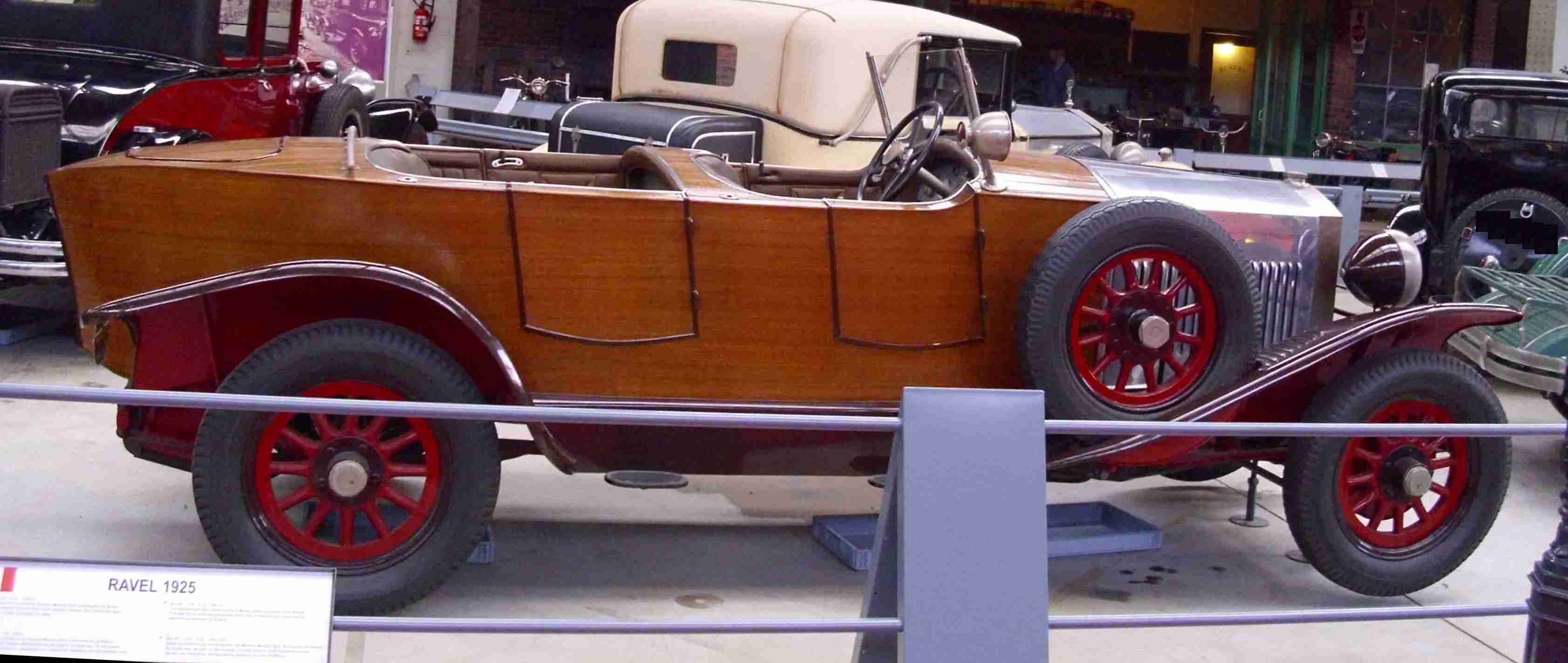
Ravel von 1925

Die SA des Automobiles Ravel war ein französischer Hersteller von Automobilen.

## Unternehmensgeschichte
Louis Ravel, der vorher Automobiles Louis Ravel leitete, gründete das Unternehmen in Besançon zur Produktion von Automobilen. 1922 begann die Produktion. Der Markenname lautete Ravel. 1929 endete die Produktion. Insgesamt entstanden zwischen 150 und 200 Fahrzeuge.

## Fahrzeuge
- 12 CV, vorgestellt zum Pariser Autosalon 1922, gebaut bis zum Ende der Firma 1929. Vierzylindermotor mit 2296 cm³ Hubraum (Bohrung × Hub 75 × 130 mm).[2] Besonderheit waren die Vierradbremsen. Der Radstand betrug 3,32 m, das Chassis (ohne Aufbau) kostete 25.000 Französische Franc im Oktober 1922[5]. 1928 erhielt das Fahrzeug einen neuen Motor mit 1996 cm³ Hubraum (Bohrung × Hub 76 × 110 mm).
- 9/11 CV: Gebaut ab 1926 bis 1929. Vier Zylinder, 1460 cm³ Hubraum (Bohrung × Hub 65 × 110 mm), Radstand 3,00 m. Preis 1926 für das Chassis 26.500 Franc, mit Torpedo-Karosserie 33.000 Franc.
- 13 CV Sport: Gebaut ebenfalls ab 1926 bis 1929. Vier Zylinder, 2486 cm³ Hubraum (Bohrung × Hub 78 × 130 mm), Radstand 3,32 m. Preis 1926 für das Chassis 38.000 Franc[6].
- Rennwagen: Zum Autorennen in Le Mans 1927 stellte Ravel drei Rennwagen mit Sechszylindermotor mit 2500 cm³ Hubraum, die aber alle nicht reüssierten. Daraufhin wurde diese Entwicklung abgebrochen[2].

Ein Fahrzeug dieser Marke ist im Automuseum Autoworld Brussels in Brüssel zu besichtigen.